# Central térmica Punta del Tigre
La Central Térmica Punta del Tigre es la mayor planta termoeléctrica de Uruguay, cuenta con unidades de ciclo combinado y ciclo abierto. Se encuentra al sur del departamento de San José, sobre la costa del Río de la Plata y junto a la desembocadura del Río Santa Lucía. Puede utilizar como combustible gas natural o diésel (gasoil).
Se encuentra subdividida en dos centrales: Punta del Tigre A, que consta de 6 turbinas de gas de ciclo abierto de 50 MW cada una y Punta del Tigre B, de ciclo combinado, que cuenta dos turbinas de gas de 175 MW cada una y una turbina a vapor de 190 MW  que aprovecha el calor residual de las turbinas de gas para producir energía adicional, incrementando el rendimiento hasta un 50%, por lo que su potencia total instalada es de 840 MW. Es operada por la compañía estatal de energía eléctrica de Uruguay, UTE.

## Historia
En 2006 fue inaugurada la primera instalación del complejo, denominada central Punta del Tigre A, para aportar una solución inmediata a la crisis energética causada por una sequía prolongada y la reducción de importaciones de electricidad que vivía el país por ese entonces. El año anterior, en 2005, UTE había adjudicado a la empresa General Electric la licitación pública para la construcción. Equipada en un principio con cuatro turbinas aeroderivadas de 50 MW cada una, el proyecto, valuado en unos 100 millones de dólares, fue pensado como respuesta a la necesidad urgente de contar con una capacidad de respaldo ante eventuales fallas o escasez en la generación hidroeléctrica. 
Desde un primer momento estaba prevista la construcción de una planta de ciclo combinado, que es más eficiente y económicamente rentable en operación continua, pero que requiere un mayor tiempo y una inversión más alta. Sin embargo, la urgencia del momento y la incertidumbre sobre la disponibilidad y el precio del gas natural llevaron a optar por una planta de ciclo abierto para la primera etapa, con turbinas de gas aeroderivadas que se instalaron rápidamente, con menor costo y flexibilidad para operar con gasoil mientras se desarrollaban las infraestructuras para el suministro de gas (véase Gasoducto Cruz del Sur).
En 2008 se inauguró la segunda etapa en la que se amplió la central Punta del TIgre A con la instalación de dos turbinas de gas adicionales marca General Electric de 50 MW cada una, similares a las cuatro ya instaladas.
En 2019 fue inaugurada la planta de ciclo combinado Punta del Tigre B, con una potencia instalada de 540 MW distribuida entre dos turbinas a gas de 175 MW cada una, más una turbina a vapor de 190 MW. El ciclo combinado aprovecha el calor residual de las turbinas de gas para producir energía adicional con la turbina de vapor sin incrementar la cantidad de combustible consumido. La obra fue adjudicada al consorcio HDEC-KPS-HEC, liderado por la empresa surcoreana Hyundai y el monto total de la inversión fue de 500 millones de dólares.

## Características

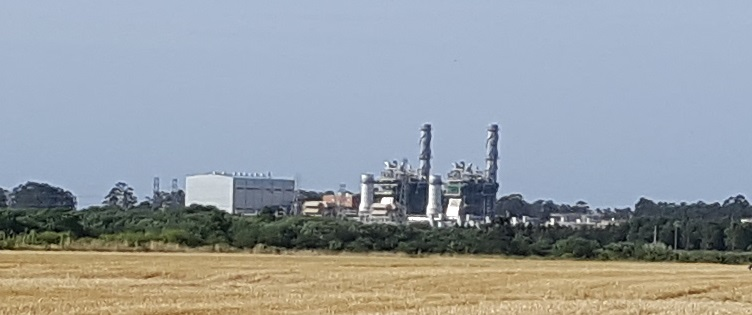
Las dos turbinas de gas del ciclo combinado vistas desde el camino de acceso.

Desde el punto de vista técnico, la Central Punta del Tigre se define como una central de respaldo, es decir, una planta que no está diseñada para operar continuamente, sino que funciona como un “seguro” para el sistema eléctrico. Su principal función es entrar en operación cuando se dificulte satisfacer la demanda, ya sea por sequías que reduzcan la generación hidroeléctrica, por aumentos imprevistos de consumo o por contingencias en otras centrales. Por lo tanto, está previsto que su uso sea relativamente bajo en horas anuales.
A continuación se muestran los datos referentes a cada grupo térmico actualmente en servicio:

### Punta del Tigre A (PTA)
| Unidad                   | Tipo                            | Potencia (MW) | Año  |
| ------------------------ | ------------------------------- | ------------- | ---- |
| GT1                      | Turbina de gas de ciclo abierto | 50            | 2006 |
| GT2                      | Turbina de gas de ciclo abierto | 50            | 2006 |
| GT3                      | Turbina de gas de ciclo abierto | 50            | 2006 |
| GT4                      | Turbina de gas de ciclo abierto | 50            | 2006 |
| GT5                      | Turbina de gas de ciclo abierto | 50            | 2008 |
| GT6                      | Turbina de gas de ciclo abierto | 50            | 2008 |
| Potencia total instalada |                                 | 300 MW        |      |

### Punta del Tigre B (PTB)
| Unidad                   | Tipo                             | Potencia (MW) | Año  |
| ------------------------ | -------------------------------- | ------------- | ---- |
| B-1                      | Turbina de gas ciclo combinado   | 175           | 2019 |
| B-2                      | Turbina de gas ciclo combinado   | 175           | 2019 |
| B-3                      | Turbina de vapor ciclo combinado | 190           | 2019 |
| Potencia total instalada |                                  | 540 MW        |      |

## Entorno y medidas de mitigación de impacto
La ampliación inaugurada en 2019 incluyó como medidas de mitigación obras complementarias como la construcción de un parque público denominado "Parque Costero Alberto Kurz" en Colonia Wilson de 4.000 m² con mirador costero, senderos peatonales y una cancha de básquetbol, la realineación del Camino Calcagno con mejoras en drenaje, pavimentación y señalización y un proyecto de relocalización para pescadores, que contempló nuevas viviendas, un área específica para pesca y la mejora del acceso por el camino Los Pescadores.